# Alexander Thieme
Alexander Thieme (ur. 13 stycznia 1954 w Karl-Marx-Stadt, zm. 29 listopada 2016 w Jahnsdorfie) – niemiecki lekkoatleta sprinter reprezentujący NRD, medalista olimpijski z 1976 z Montrealu.

## Kariera zawodnicza
Thieme specjalizował się w biegu na 100 metrów i na 60 metrów (w hali), ale największe sukcesy odnosił w sztafecie 4 × 100 metrów. Wystąpił na halowych mistrzostwach Europy w 1975 w Katowicach, gdzie zajął 5. miejsce w finale biegu na 60 metrów. zajął 3. miejsce w biegu na 100 metrów podczas finału Pucharu Europy w 1975 w Nicei. Na igrzyskach olimpijskich w 1976 w Montrealu odpadł w półfinale biegu na 100 metrów, ale sztafeta NRD w składzie Manfred Kokot, Jörg Pfeifer, Klaus-Dieter Kurrat i Thieme zdobyła srebrny medal (za sztafetą Stanów Zjednoczonych) z czasem 38,66 s, który był nowym rekordem NRD. 3 września 1977 w Düsseldorfie, podczas zawodów pucharu świata reprezentacja NRD w składzie Kokot, Eugen Ray, Detlef Kübeck i Thieme zajęła 2. miejsce] i poprawiła ten rekord czasem 38,57 s.
Na mistrzostwach Europy seniorów w 1978 w Pradze Thieme ponownie zdobył srebrny medal w sztafecie 4 × 100 metrów (biegła w składzie: Kokot, Ray, Olaf Prenzler i  Thieme). Indywidualnie startował w biegu na 100 metrów, ale odpadł w przedbiegach.
Thieme nigdy nie zdobył mistrzostwa NRD na otwartym stadionie. Był wicemistrzem w biegu na 100 metrów w 1977 i 1978 oraz brązowym medalistą na tym dystansie w 1976, a także wicemistrzem w biegu na 200 metrów w 1976. W hali był mistrzem NRD w biegu na 60 metrów w 1975, wicemistrzem w 1978 oraz brązowym medalistą w 1976 (w biegu na 50 metrów) i 1980, a także mistrzem na 100 jardów w 1975 i brązowym medalistą w 1976 (na 100 metrów) i w 1978.
Po zakończeniu kariery sportowej pracował na Technischen Universität Karl-Marx-Stadt, gdzie uzyskał habilitację, później był przedsiębiorcą budowlanym w Jahnsdorf. Pełnił funkcję prezesa klubu sportowego Turn- und Sportverein Jahnsdorf.

## Rekordy życiowe
| Konkurencja               | Data i miejsce              | Wynik |
| ------------------------- | --------------------------- | ----- |
| bieg na 60 metrów (hala)  | 8 marca 1975, Katowice      | 6,75  |
| bieg na 100 jardów (hala) | 26 lutego 1978, Senftenberg | 9,72  |
| bieg na 100 metrów        | 1 lipca 1977, Drezno        | 10,22 |
| bieg na 100 metrów (hala) | 12 lutego 1980, Berlin      | 10,37 |